# Джеффрис, Джордж, 1-й барон Джеффрис из Уэма
Джо́рдж Дже́ффрис, 1-й барон Дже́ффрис из Уэма (англ. George Jeffreys, 1st Baron Jeffreys of Wem; 15 мая 1645 — 18 апреля 1689) — английский государственный деятель, судья. Барон Джеффрис был известен как «судья-вешатель» (англ. The Hanging Judge). В 1685 году этот человек председательствовал на «кровавых ассизах» (англ. the “Bloody Assizes”), суде над участниками восстания Монмута. В ходе судебного разбирательства многие повстанцы были приговорены к смертной казни. Некоторую часть тех, кого казнить не смогли, позже продали в рабство в Вест-Индию.

## Биография

### Ранние годы. Начало карьеры
Джордж Джеффрис родился 15 мая 1645 года недалеко от Рексема в Эктон-парке. Эктон-парк, как отмечают некоторые исследователи, долгое время был местом обитания Джеффрисов. Он был шестым сыном валлийского джентри Джона Джеффриса и Маргарет Айленд, дочери известного ланкаширского издателя. Если верить воспоминаниям Филиппа Генри, диссидента и друга матери будущего судьи, миссис Джеффрис была благочестивой женщиной, которая делала все возможное, чтобы дать детям хорошее воспитание, поэтому Ирвинг, автор биографии барона Джеффриса, предполагает, что сами Джеффрисы были диссиденты. Возможно, что строгое религиозное воспитание было причиной ненависти этого деятеля к нонкомформистам, которую он проявил в будущем. Известно, что дед будущего лорда-канцлера по отцовской линии длительное время был судьёй. У Джеффрисов было четверо детей. Джон Джеффрис, старший ребенок, стал шерифом графства, Томас Джеффрис — консулом, а Джеймс — пребендарием. Три старших брата были, как их родители, успешны и благочестивы.
Изначально обучался в Шрусбери-скул, затем в подготовительной школе для джентри. Мать будущего государственного деятеля, которая прилагала все усилия, чтобы дети ее получили хорошее образование, попросила Филиппа Генри, чтобы тот проверил знания младшего сына. После экзамена Генри отметил, что ребенок довольно эрудирован. В 1655 году стал учеником лондонской школы св. Павла, когда ею руководил доктор Крумлум Кромлехолм, «высокомерный догматик Крумлум». В этой школе Джеффрис хорошо успевал по латыни и древнегреческому языку. Здесь же он, по мнению Хамфри Вурвича, решил стать юристом. В 1661 году вынужден был перевестись в вестминстерскую школу, директором которой был «ужасный» Ричард Бьюсби. Отец этого амбициозного юноши, стоит сказать, был против намерения сына стать юристом, поскольку не мог обеспечить должное финансирование. Только благодаря бабушке, которая согласилась платить «дорогому внуку» 40 фунтов стерлингов в месяц, последнему удалось стать студентом Кембриджского университета.
В 1662—1663 годах Джеффрис учился на адвоката в Тринити-колледже. Об его студенческих годах практически ничего неизвестно. Однако если верить тем немногим авторам, которые затрагивают этот период, то можно сделать вывод, что учился он плохо, проводил время в дурной компании. Однако после одного года обучения в этом учреждении был вынужден покинуть его из-за финансовых трудностей и приступить к юридической практике. Он стал членом Иннер-Тэмпл — школы подготовки адвокатов. Мало известно о пяти годах, проведенных им в Иннэр-Темпл, хотя есть недостоверные сведения, что Джордж Джеффрис увлекался спиртными напитками. Роджер Норт, современник этого человека, писал, что «его начинания в корпорации были малыми». Карьерный рост Джеффриса начался в 1668 году. В этом году он был назначен на должность чиновника муниципалитета. Долгое время он сотрудничал с Лондонской городской корпорацией, благодаря которой молодой юрист в 1678 году стал судьёй.
В период правления Карла II Джеффрис участвовал в процессах над так называемыми «папистами» в качестве судьи. Несмотря на впечатляющее продвижение по службе, любимцем короля Джордж Джеффрис не был. В частности монарх неоднократно высказывался о судье Джеффрисе в отрицательном ключе. В 1683 году судья стал членом Тайного совета и верховным судьей Англии и Уэльса.

В 1684 году рассматривал дело мистера Джозефа Хейса, который был обвинён в государственной измене. Суд установил, что Хейс помогал эмигранту Томасу Армстронгу, который находился в то время в Голландии. Деньги он посылал в форме переводов. Однако присяжные оправдали Хейса.

### Кровавые ассизы
Когда герцог Йоркский взошёл на престол в 1685 году, как Яков II, Джордж Джеффрис стал более влиятельной персоной. Король назначил известного судью лордом-канцлером и возвысил его до пэра. В качестве своего титула он выбрал титул барона Джеффрис Уэмского в графстве Шропшир. Такое быстрое продвижение по службе было экстраоридинарным для того времени. С этого момента данный деятель стал оказывать огромное влияние на политику, проводимую правительством. От Короны он получил титул барона Джеффриса Уэмского. По утверждению историка-вига Маколея, Джеффрис, находившийся на вершине политического олимпа, не был счастлив, понимая, что здоровье его неуклонно ухудшается. В 1687 году Джеффрис был назначен лорд-лейтенантом Шропшира и лорд-лейтенантом Бакингемшира.
После подавления восстания Монмута была создана специальная комиссия, которая вершила суд над повстанцами. Серия судебных процессов, в ходе которых множество людей было приговорено к смертной казни, в историографии обычно именуются «кровавыми ассизами». Первое судебное заседание прошло 25 августа 1685 года в Уинчестере. В дальнейшем подобного рода суды проходили в Уэст-Кантри и Уэльсе. В итоге 320 повстанцев было казнено. Более пятисот сослали на плантации Вест-Индии в качестве рабов.
Решения суда вызвали недовольство среди всех слоёв населения страны. Поэтому некоторые исследователи, такие как Маколей, считают, что «кровавые ассизы» только ускорили падения короля Якова. Несмотря на свою лояльность королю, Джеффрис никогда не скрывал своего презрения к римскому католицизму: в последние месяцы правления Якова, когда правительство оставалось без руководства, Джеффрис цинично заметил, что «Дева Мария все сделает».

### Конец карьеры и смерть
Во время Славной революции 1688 года, когда Яков II бежал из страны, Джордж Джеффрис оставался в Лондоне до последнего момента, будучи единственным высшим юридическим органом в заброшенном королевстве, который выполнял политические обязанности. Когда войска Вильгельма III подошли к Лондону, опасаясь всеобщего недовольства, Джеффрис попытался бежать и последовать за королем во Францию, но был схвачен в трактире в Уоппинге. По общему мнению, он был замаскирован под моряка и был опознан выжившей жертвой судебного разбирательства, которая утверждала, что никогда не сможет забыть лицо Джеффриса, хотя его свирепые брови и были выбриты. Он умолял своих похитителей о защите от толпы, которая намеревалась «проявить к нему то же милосердие, которое он когда-либо проявлял к другим».
Бывшего судью посадили и отправили к лорд-мэру, а затем заперли в Тауэр «для его же безопасности», где он и умер от мучительной болезни 18 апреля 1689 года. Сразу после заточения к нему была направлена комиссия, состоящая из членов верхней палаты британского парламента. Данная комиссия задала несколько вопросов, касающихся Печати королевства и прочих формальностей, связанных с его смещением с должности министра юстиции. Некогда могущественный государственный муж, гроза вигов и диссентеров, по свидетельствам современников буквально таял на глазах. Джеффрис почти ничего не ел. Перед его кончиной в народе говорили, что сам бывший королевский министр собирается писать прошение о помиловании. В понедельник 15 апреля (18 по новому стилю) Джеффрис продиктовал завещание в присутствие епископа, жены и детей, в котором дал объяснение своим поступкам, совершенным в период руководства канцелярией. Причина смерти барона до сих пор точно не установлена. Предполагается, что смерть лорда Джеффриса наступила в результате обострившегося воспаления в почках (вероятно, от пиелонефрита).

### Могила
Первоначально он был похоронен в Королевской часовне Святого Петра в оковах в Тауэре. В 1692 году его тело было перевезено в Сент-Мэри Олдерманбери. Во время Блица церковь Св. Марии Олдерманбери была разрушена немецким воздушным налетом, и все следы могилы Джеффриса были уничтожены, а остатки церкви были перевезены в Соединенные Штаты в 1966 году и восстановлены в Фултоне, штат Миссури, как памятник Уинстону Черчиллю.

## Оценки
Личность Джеффриса не имеет однозначной оценки. Большинство современников не одобряли его деятельность в качестве судьи из-за крайне бесцеремонного, порой даже чересчур сурового отношения к обвиняемым. Впрочем, есть мнение, что жестокость судьи, хоть и имела место, сильно преувеличена.
Томас Маколей, английский историк и государственный деятель-виг, в своей «Истории Англии» даёт крайне отрицательную оценку деятельности лорда Джеффриса. Маколей, описывая характер «судьи-вешателя», отмечает, что это был «человек ума быстрого и энергичного». По мнению этого историка Джеффрис также обладал множеством негативных черт характера: он упоминает, что судья часто вёл себя вызывающе, неоднократно этот человек оскорблял подсудимых. Маколей считал, что свирепость судьи мешала выносить ему адекватные решения по важнейшим вопросам. Маколей, являясь в том числе поэтом и прозаиком, детально описывает внешность вышеупомянутого судьи.

## Личная жизнь
23 мая 1667 года Джордж Джеффрис женился на Саре Нишем. Этот брак современники считали мезальянсом. В браке родилось семеро детей. Один из них, Джон Джеффрис, унаследовал титул отца после его смерти. В 1678 году супруга Джеффриса умерла.
В 1679 году знаменитый судья второй раз женился на дочери лондонского лорда-мэра Анне Бладворт.

## Образ Джеффриса в художественных произведениях
- Фигурирует в историческом романе Ричарда Додриджа Блэкмора «Лорна Дун» (1869), в конце которого становится опекуном главной героини и способствует её браку с Джоном Риддом.
- Является одним из второстепенных персонажей романа Рафаэля Сабатини «Одиссея капитана Блада» (1922), в котором описывается как жестокий и бесцеремонный палач. Описывая суд над повстанцами, Сабатини отмечает, что у Джеффриса были постоянные вспышки гнева. Медик по образованию, Блад, которого автор наделил острым умом, понимает, что лорд Джеффрис смертельно болен. Джеффрис приговаривает Блада к смертной казни, но приговор вопреки желанию судьи приходится смягчить, и Блада ссылают в Вест-Индию в качестве раба[25].
- Описан в качестве однокашника и недоброжелателя одного из главных героев первого романа «Ртуть» (2003) «барочного цикла» Нила Стивенсона — Даниэля Уотерхауза. После неудачной попытки убить Даниэля и последовавшей Славной Революции (1688) Джеффрис пытается сбежать, но именно Даниэль разоблачает его.